# Durchschlagspannung
Die Durchschlagspannung, auch Durchschlagsspannung, Überschlagspannung oder Überschlagsspannung genannt, bezeichnet in der Elektrotechnik die Spannung, welche überschritten werden muss, damit ein Spannungsdurchschlag durch ein Material bzw. einen Stoff (z. B. einen Isolator) erfolgt.
Sie ist die charakterisierende Kenngröße von Funkenstrecken und gasgefüllten Überspannungsableitern. Während diese die Überschreitung der Durchschlagspannung kurzzeitig überstehen müssen, können Kondensatoren, Isolationen und Isolatoren bei Überschreitung der Durchschlagspannung auch dann Schaden nehmen, wenn der Spannungsdurchschlag nicht sofort zum Kurzschluss führt.

Isolationsmaterialien (fest, flüssig oder gasförmig) werden durch die Durchschlagfestigkeit (Durchschlagspannung pro Isolatordicke, meist in kV/mm) charakterisiert.
In Halbleitern wird die Durchschlagspannung als Durchbruchspannung oder Sperrspannung bezeichnet. Sie führt hier nicht zwingend zu Zerstörungen (siehe auch Zener-Effekt, Lawinen-Durchbruch).

## Dickenabhängigkeit
Die Durchschlagspannung {\displaystyle U_{\mathrm {d} }} steigt mit zunehmender Strecke (der Dicke {\displaystyle d} oder Schlagweite {\displaystyle s}) durch den Isolator. Experimentell wurde folgender Zusammenhang beobachtet: 
{\displaystyle U_{\mathrm {d} }(d)\sim {\sqrt {d}}}.

## Weitere Einflussgrößen
Entscheidend für die Höhe der Durchschlagspannung bei Festkörpern ist die Durchschlagsfestigkeit des Isolators, die Temperatur, bei Wechselspannung die Frequenz sowie die Form der anliegenden elektrischen Leiter.
Spitze Leiter und Luftzwischenräume führen zu verringerten Durchschlagspannungen pro Strecke, es kommt zu Vorentladungen, die die Luft ionisieren, das Material schädigen und so den eigentlichen Durchschlag einleiten. Zusätzlich, vor allem bei Gasen und Flüssigkeiten, steigt die Durchschlagspannung bei steigendem Druck und hängt auch noch unter anderem von der Feuchtigkeit bzw. dem Wassergehalt und dem Partikelgehalt der Stoffe ab.